# علی مرزبان
علی مرزبان (انگلیسی: Ali Marzban؛ زاده ۷ ژوئیهٔ ۱۹۹۰) یک بازیکن فوتبال اهل ایران است. وی سابقه پوشیدن پیراهن تیم ملی امید در زمان غلامحسین پیروانی ، هومن افاضلی و علیرضا منصوریان را در کارنامه دارد.وی سابقه بازی در تیم های سپاهان نوین اصفهان، فولاد نطنز، مس سرچشمه، استقلال اهواز و مس رفسنجان را در کارنامه دارد.وی فوتبال خود را از نوجوانان برق شیراز آغاز کرد.
آروین جواد کالمرزی